# Samed Yesil
Samed Yesil (türkisch Samed Yeşil; * 25. Mai 1994 in Düsseldorf) ist ein deutscher Fußballspieler.

## Werdegang

### Vereine
Der in Düsseldorf geborene Deutsch-Türke Samed Yesil wuchs in Krefeld auf, begann mit sechs Jahren beim Düsseldorfer CfR links, mit acht Jahren ging er zum BV 04 Düsseldorf. Mit elf Jahren absolvierte er ein Probetraining bei Bayer 04 Leverkusen und wurde anschließend in die Jugendabteilung des Vereins übernommen. Er durchlief dort alle Jugendmannschaften. 2010 erreichte er mit den B-Junioren das Finale um die deutsche Meisterschaft, das die Mannschaft jedoch mit 0:1 gegen Eintracht Frankfurt verlor. In der Folgesaison erzielte er für die B-Junioren in 24 Ligapartien 22 Tore, woraufhin er für die letzten Spiele der Saison vorzeitig in den Kader der A-Junioren heraufgezogen wurde. Mit diesen unterlag er im Halbfinale um die deutsche Meisterschaft dem späteren Meister VfL Wolfsburg. Für die U19-Mannschaft Leverkusens bestritt er in den Saisonen 2010/11 und 2011/12 30 Spiele in der Bundesliga West.
In der Saison 2011/12 stand er zusammen mit anderen Spielern der U-23 (zweite Mannschaft) und der U-19 (A-Jugend) auf der B-Liste des Kaders zur Vorrunde der UEFA Champions League. Am 14. April 2012 (31. Spieltag) feierte Yesil sein Debüt im Profifußball. Beim 3:3-Unentschieden am 31. Spieltag der 2011/12 gegen Hertha BSC wurde er in der 81. Spielminute für Tranquillo Barnetta eingewechselt.
Am 30. August 2012 wechselte Yesil für eine Million Pfund zum FC Liverpool. Nach ersten Spielen in der Reservemannschaft gab er am 26. September 2012 sein Pflichtspieldebüt für die Profimannschaft im League Cup gegen West Bromwich Albion. Im Februar 2013 zog er sich einen Kreuzbandriss im rechten Knie zu und fiel für den Rest der Spielzeit aus. Im Januar 2014 riss das vordere Kreuzband erneut.
Am 31. August 2015 wurde Yesil für zehn Monate bis zum 30. Juni 2016 in die Schweiz an den FC Luzern ausgeliehen. Sein erstes Tor für seinen neuen Verein erzielte er am 27. September gegen den FC Zürich, als er zum 1:0-Endstand traf.
Nachdem der Vertrag von Yesil am 30. Juni 2016 beim FC Liverpool ausgelaufen war, war dieser vereinslos. Im Oktober desselben Jahres machte Yesil ein Probetraining beim Drittligisten Hansa Rostock, konnte sich allerdings nicht für eine Anstellung empfehlen.
Am 15. Januar 2017 unterschrieb Yesil, nach viermonatiger Vereinslosigkeit, einen Vertrag beim griechischen Erstligisten Panionios Athen. Im September 2018 wurde er für ein Jahr vom  Drittligisten KFC Uerdingen 05 verpflichtet. Bei Uerdingen kam er lediglich im Herbst 2018 zu zwei Kurzeinsätzen und verließ den Klub mit Ablauf seines Vertrags am Saisonende wieder.
Im Januar 2020 wechselte er zu Ankara Demirspor in die 3. türkische Liga, am 5. Oktober 2020 gab Regionalligist VfB Homberg die Verpflichtung Yesils bekannt. Am 5. Juni 2021 wurde Yesil vor dem letzten Saisonspiel von den Hombergern verabschiedet. Zur Spielzeit 2021/22 schloss sich Yesil dem Oberligisten DJK Teutonia St. Tönis an, nachfolgend spielte er für Ratingen 04/19. Zur Saison 2023/24 wechselt er in die Kreisliga zu CSV Marathon aus Krefeld.

### Nationalmannschaft
Yesil gab 2010 sein Debüt in der deutschen U-16-Nationalmannschaft und absolvierte für diese zwei Partien, in denen er drei Tore erzielte. Im September 2010 war er erstmals für die U-17-Nationalmannschaft aktiv. 2011 nahm er dieser an der U-17-Europameisterschaft in Serbien teil und erreichte mit der Mannschaft den zweiten Platz, wodurch sich das Team für die im gleichen Jahr in Mexiko stattfindende U-17-WM qualifizierte. Dort war Yesil mit sechs Treffern in sieben Partien maßgeblich am Erreichen des dritten Platzes beteiligt und wurde hinter dem Ivorer Souleymane Coulibaly als zweitbester Torschütze des Turniers mit dem Silbernen Schuh ausgezeichnet. Insgesamt gelangen dem Stürmer in 21 Partien für die U-17 20 Treffer. Am 29. Februar 2012 stand Yesil unter Trainer Christian Ziege im Freundschaftsspiel gegen die Niederlande zum ersten Mal für die deutsche U-18-Nationalmannschaft auf dem Platz. Bereits im August 2012 folgte sein Debüt in der deutschen U-19-Auswahl gegen Schottland.

## Sonstiges
Aufgrund seiner beeindruckenden Torquote in Reihen der deutschen Junioren-Nationalmannschaften erhielt der Mittelstürmer mannschaftsintern in Anlehnung an den Rekordtorschützen der deutschen Fußballnationalmannschaft, Gerd Müller, den Spitznamen „Gerd“.

## Erfolge
Nationalmannschaft
- Dritter Platz bei der U-17-Fußball-Weltmeisterschaft: 2011
- Vize-U-17-Europameister: 2011